# Lac Fer
Le lac Fer est situé dans le massif du Mercantour, à 2 541 m d'altitude, sur la commune de Saint-Étienne-de-Tinée, dans le département des Alpes-Maritimes.

## Accès
Le lac Fer est accessible aux randonneurs depuis le Chemin de l'Énergie, sur une déviation mise en place en 2016 entre le plan de Ténibre et le lac Pétrus, à la suite de l'éboulement d'un tunnel.